# Soyouz MS-21
Soyouz MS-21 (en russe : Союз МС-21) est une mission spatiale habitée russe dont le lancement a lieu le 18 mars 2022 depuis le cosmodrome de Baïkonour grâce à un lanceur du même nom.

## Équipage
L'équipage de trois hommes a été nommé en mai 2021. Il s'agit du premier vol vers l'ISS avec trois cosmonautes de Roscosmos. 

### Principal
- Commandant : Oleg Artemiev (3),  Russie, Roscosmos.
- Ingénieur de vol 1 : Denis Matveïev (1),  Russie, Roscosmos.
- Ingénieur de vol 2 : Sergueï Korsakov (1),  Russie, Roscosmos.

Le chiffre entre parenthèses indique le nombre de vols spatiaux effectués par l'astronaute, Soyouz MS-21 inclus.

### Réserve
- Commandant : Sergueï Prokopiev,  Russie, Roscosmos
- Ingénieur de vol 1 : Anna Kikina,  Russie, Roscosmos
- Ingénieur de vol 2 : Dimitri Peteline,  Russie, Roscosmos

L'équipage de réserve prend la place de l'équipage principal en cas de problème (maladie, accident...).